# Caffe
CAFFE（Convolutional Architecture for Fast Feature Embedding）は、カリフォルニア大学バークレー校で開発されたディープラーニングのフレームワークである。オープンソースのソフトウェアであり、BSDライセンスの元に公開されている。ソースコードはC++で書かれており、Pythonインターフェイスが存在する。

## 歴史
Yangqing JiaがUC BerkeleyのPhD在籍中にcaffeプロジェクトを作った。現在ではたくさんのコントリビュータがプロジェクトに参加しており、GitHubでホストされている。

## 機能
caffeは、画像分類や画像セグメンテーションなどに向けたさまざまな種類のディープラーニングアーキテクチャをサポートしている。CNN、RCNN、LSTM、全結合ニューラルネットワーク設計をサポートしている。caffeは、NVIDIA cuDNNやIntel MKLなどの、GPUおよびCPUベースのアクセラレーション計算カーネルライブラリをサポートしている。

## アプリケーション
Caffeはアカデミックな研究プロジェクト、スタートアップのプロトタイピング、さらに、ビジョン、音声、マルチメティア分野での大規模な産業アプリケーションにも使用されている。Yahoo!はcaffeをApache Sparkと統合し、分散ディープラーニングフレームワークCaffeOnSparkを開発した。

## Caffe2
2017年4月、FacebookはCaffe2を発表した。Caffe2には回帰型ニューラルネットワークなどの新機能が含まれている。2018年3月、Caffe2はPyTorchにマージされた。